# Centrale nucleare di Crystal River
La centrale nucleare di Crystal River è una centrale nucleare statunitense dismessa, situata presso Crystal River nella Contea di Citrus in Florida, sorge a poca distanza dal futuro impianto di Levy. La centrale è composta da un reattore BWR per circa 860MW di potenza.

## Chiusura dell'impianto
Durante il 2009, nel corso delle normali operazioni di ricarica del combustibile che prevedevano anche l'installazione di due nuovi generatori di vapore, è stata scoperta una delaminazione nel calcestruzzo, che ha comportato importanti lavori di riparazione, che sono occorsi anche nel marzo 2011 durante il ritensionamento delle strutture a seguito della scoperta di nuove delaminazioni. Sono state quindi proposte ulteriori opere di manutenzione, oltre che la dismissione dell'impianto. A causa dei tempi di approvazione e costruzione del nuovo impianto di Levy, sarà però necessaria una potenza sostitutiva in questo intervallo di tempo.
Da prime analisi, furono prese in esame 22 differenti opzioni di riparazione con costi overnight compresi fra 0.9 e 1.3 miliardi $, di almeno 300 milioni inferiori rispetto alla produzione con tecnologie convenzionali, da pagare almeno in parte dalla Nuclear Electric Insurance Limited. Il solo costo overnight totale per riparazione e estensione della licenza di funzionamento sarebbe stato profittevole per la società e per i consumatori, ma essendo poco prevedibile il costo di rifinanziamento che per esperienza in campo nucleare spesso può capovolgere il bilancio, ad inizio 2013 la Duke Energy ha deciso di chiudere anticipatamente l'impianto. Lo smantellamento sarà di tipo SAFSTOR, che è previsto durare 40-60 anni per l'arrivo al "prato verde".